# 강원 FC
강원 FC(Gangwon Football Club)는 대한민국 강원특별자치도 강릉시에 있는 축구 선수단이다. 강원특별자치도민프로축구단이 운영하는 남자 프로 축구단이며, 2008년에 창단되었다. 강원특별자치도를 광역 연고지로 하고 K리그1에 참가하고 있다. 2009 시즌 K리그에 참가하여 15번째의 프로축구단이 되었다.
산하 풋살팀으로 강원 FS를 두고 있다.

## 역사

### 창단
1987년 8개팀 프로리그 실현설 당시 강원산업 등이 강원도 연고 프로축구팀 창단 물망에 올랐으나 무산됐다. 이후에 2008년 4월 28일 김진선 강원도지사가 K리그의 15번째 구단으로 축구단 창단을 발표했다. 2008년 6월 18일 축구단 창단준비위원회가 발족하였다. 2008년 11월 5일 프로축구연맹 이사회에서 강원의 창단을 승인하였다. 울산 현대미포조선 돌고래의 최순호 감독이 강원의 초대 감독으로 선임되었다. 2008년 11월 17일에 우선지명을 통해 울산 현대미포조선 돌고래 출신의 선수 네 명을 비롯하여 14명의 선수를 선발하였고, 11월에 실시된 2009 K리그 드래프트를 통해 9명의 선수를 더 선발하여 23명의 선수를 선발하였다. 2008년 12월 18일 창단식을 거행하고 공식 출범하였다.

### 초창기
2009 시즌이 시작되기 전에 10명의 선수를 더 선발하여 33명의 선수단을 구성하였다. 또한 창단 첫 해에는 외국인 선수 없이 한국인 선수단으로만 진행할 계획이었으나 아시아쿼터제로 일본 가와사키 프론탈레에서 오하시 마사히로를 영입하였고, 이후 4월에는 브라질에서 까이용을 영입하였다. 2009년 3월 8일 강릉 홈에서 열린 K리그 첫 경기에서 제주 유나이티드에게 1-0으로 승리하여 역사적인 첫 승리를 기록하였고, 두 번째 경기에서 FC 서울과의 원정경기에서 2-1 역전승을 거두면서 돌풍의 주역으로 떠올랐다. 이후 공격 축구를 펼쳐 42득점을 기록해 그해 K리그에서 네 번째로 많은 득점을 올렸으나 반대로 가장 많은 실점을 거두었고, 첫 시즌을 13위로 마감하였다. 낮은 순위를 기록했음에도 불구하고 팬들은 최순호 감독의 화끈한 공격 축구에 매료되기에 충분했다. 내셔널 리그에서 최고의 골잡이로 활약했던 김영후는 K리그 공격 포인트 1위를 기록하며 신인상을 차지하였고, 남아공 월드컵을 앞두고 국가대표에 승선시켜야 한다는 의견을 제시하는 사람도 많았다.
2010 시즌 강원은 하위권을 맴돌았다. 10라운드에선 10위까지 올랐으나, 이후로는 그보다 더 높은 순위로 올라갈 수 없었다. 시즌 중반 여름 이적 시장에서 헤나토와 바제 일리요스키를 영입하였으나 눈에 띄는 활약을 보여주지 못하였다. 최종 리그 순위는 12위로 데뷔 시즌보다 한 단계 올랐다. 그러나 FA컵에서는 첫 경기인 16강에서 대전 한국수력원자력에게 패배하였고, 리그컵에서도 조별 리그에서 4전 전패로 탈락하였다.

### 흔들리는 강원
2011 시즌의 출발은 굉장히 좋지 않았다. 4라운드까지 전패한 이후 최순호 감독이 자진 사퇴했다. 이후 김상호 수석 코치가 새로운 감독으로 부임하였으나, 무려 7라운드까지 승점 1점을 쌓지 못했고, 첫 득점도 7라운드 인천 유나이티드전에서 터졌다. 8라운드에서 포항 스틸러스와 비기며 1점을 챙겼지만 무려 12라운드까지 1승조차 거두지 못했다. 이때까지 모든 대회를 통틀어 강원이 승리한 경기는 리그 컵 조별 리그에서 광주에게 5-0으로 거둔 대승이었다. 마침내 13라운드에서 부산 아이파크에게 1-0 승리를 거두며 리그 첫 승리를 기록했는데, 무려 216일 만의 승리였다. 이후에 강원은 두 경기에서 승리를 거두었고, 시즌 총 3승을 거두었다. 30경기에서 득점은 14골에 그쳤다. 이는 2009년 첫 시즌 이래로 최악의 시즌이었다.
승강제가 실시되는 2012 시즌을 앞두고 배효성, 김명중, 김은중 등 공수에 걸쳐 전력을 보강하여 새 시즌에 임한 강원은 2라운드에 6위까지 기록하는 등 초반 선전하는 모습을 보였으나 시즌이 진행될수록 부진한 모습을 보였고 18라운드가 지난 후에는 김상호 감독이 코칭 스태프들과 함께 사퇴하였다. 이 과정에서 남종현 대표이사가 선수들 앞에서 잔여 연봉을 포기하고 사퇴하겠다는 내용을 담은 사퇴서를 선수들이 보는 앞에서 쓰게 했다는 내용이 알려져 찬반여론이 일기도 하였다. 이을용 스카우트와 전환철 스카우트가 코치로 보직을 변경하였고, 국가대표 출신의 이민성과 김태수 강릉시청 GK코치가 새롭게 합류했다. 김학범 감독은 “강릉농공고(현 강릉중앙고등학교)출신으로 고향팀에 도움을 주고 싶었는데 어려운 시기에 도움을 줄 기회가 생겨 기쁘다”며 “현재 구성된 코칭스태프들과 및 선수들과 함께 시련을 강인하게 헤쳐 나갈 준비가 돼있다”는 소감을 밝혔다. 이후 2012년 11월 28일 성남에게 1-0 승리를 거두며 1부 리그 잔류를 확정지었다.

### 강등
승강제가 실시되는 2013 시즌을 앞두고 박호진, 박민, 웨슬리 등 공수에 걸쳐 전력을 보강하여 새 시즌에 임한 강원은 10경기 연속 무승을 기록하다 5월 12일 성남을 2-1로 이겼다. 그 후, 무승과 연패가 이어지며 22라운드가 지난 후에는 김학범 감독이 사퇴하였고, 이후 새로운 감독으로 김용갑 감독이 임명되었다. 그룹 B에서 부임 이후 7승을 하는 등 잔류를 하는 듯 보였지만, 승강 플레이오프 1, 2차전 총합 4 : 2로 패배해 강등되었다. 그 후, 김용갑 감독이 사퇴하였다. 새로운 감독으로 아르투르 베르나르지스 감독이 임명되었다.
2부 리그에서의 첫 시즌이자 아르투르 감독 체제에서의 첫 시즌인 2014 시즌, 개막전 안산에 3-0 대패를 당한 것을 시작으로 8라운드까지는 부진을 면치 못하였다. 하지만 이후 반등을 시작하여 플레이오프 진출권 주변인 3위에서 5위 사이를 넘나들었다. 2014년 9월, 구단은 훈련과 선수단 관리 방식을 두고 선수단과 마찰을 겪은 것을 이유로 아르투르 감독을 경질하고 후임으로 박효진 코치를 감독 대행으로 선임하였다. 이후 정규 시즌 순위 3위로 승격 플레이오프에 진출하였으나, 광주 FC에 패하여 승격은 좌절되었다.
2015 시즌을 앞두고 최윤겸 감독이 구단의 신임 감독으로 선임되었다. 2015 시즌 첫 경기인 개막전 상주 상무에 1:3 역전패를 당한 것을 시작으로 두 번째 경기인 대구 FC에게도 1:2 역전패를 당해 2연패를 하고 만다. 하지만 3라운드 부천 FC 1995에 4:0으로 이겨 시즌 첫승과 홈경기 첫승을 거둔다. 그 후 5월 13일에는 서울 이랜드 FC와의 원정경기에서 4:2 승리를 거두고 9위를 유지했으나 5월 24일 수원 FC와의 경기에서 1:2로 패하고 최하위로 떨어졌다. 그 후 올스타전 휴식기까지 5승 4무 11패에 10위를 기록하다 결국 시즌 7위. 승격 플레이오프 진출에 실패하면서 승격은 좌절되었다.
2016 시즌을 앞두고 송유걸, 심영성, 오승범과 한때 멕시코 대표팀에 승선했던 파체코를 영입하며 전력을 보강하였다. 하지만 안지호를 영입한 부분은 팬들한테 비판을 받기도 하였다. 이후 여름 이적시장을 통해 기존에 있던 지우가 장기 부상으로 활용이 어려워지면서 계약을 해지했고, 대신 대구 FC에서 뛰던 미드필더 세르징요를 영입했다. 또한 카타르리그에서 활약했던 박희도를 데려왔다. 이후 울산 현대에서 뛰었던 마라냥을 추가로 영입했다. 그리고 여기서 그치지 않고 전북 현대 모터스에서 루이스를 영입했다. 그 대신 K리그에 적응하지 못 했던 파체코가 방출되었다.
8월 10일 부산 아이파크와의 홈경기에서 강원은 메인 스폰서인 하이원 리조트가 광고 후원금을 제대로 지급하지 않자 유니폼의 전면의 하이원 리조트를 검은 시트지로 가리는 블랙아웃을 시행했으나, 유니폼의 검은 시트지가 붙은 부분의 땀 배출이 되지 않는 관계로 9월 3일 FC 안양과의 경기에서부터 블랫아웃을 철회하였다. 10월 강원 구단의 직원의 배임 및 유용·횡령, 신인 선수 선발과정에서의 비리 의혹에 검찰수사가 착수되며 논란이 일었고, 시리아 국적으로 등록이 된 세르징요가 위조여권을 사용 혐의로 경찰 조사를 받으며 논란이 일었다.
이후 리그에서 4위를 기록하며 준플레이오프에 진입하였고, 부산 아이파크와 부천 FC 1995를 차례로 꺾으며 성남 FC와의 승강 플레이오프에 진출하였으며, 강릉종합경기장에서 열린 1차전에서는 0:0으로 비겼고, 탄천종합운동장에서 열린 2차전서는 1:1로 비겼으나, 원정 다득점 원칙에 의해 4년 만에 1부 리그로 승격하였다.

### 돌아온 K리그 클래식
2016년 12월 9일, 월드컵 무대에서 활약한 공격수 이근호를 영입한 것을 시작으로, 오범석, 이범영, 황진성, 정조국 등 국가대표 출신 자원과 김경중, 김승용, 문창진 등 올림픽 대표팀 출신 선수들을 연이어 영입하였고, 쯔엉, 박선주 등 선수들을 추가로 영입하여 갓 승격한 도민구단 답지 않은 공격적인 영입으로 화제를 모았다. 강원은 2017 시즌 리그 3위 달성 및 AFC 챔피언스리그 진출이 목표라고 선언하였으며, 홈 구장으로는 2016 시즌 몇 차례 경기를 치렀던 알펜시아를 사용할 것이라고 밝혔다.
3월 4일 상주 상무와의 리그 첫 경기를 2:1 승리로 기분 좋은 출발을 알렸다. 3월 11일 FC 서울과의 경기를 통해 홈 개막전을 치렀는데, 부실한 알펜시아의 시설로 많은 비난을 받았다. 3월 18일 포항 스틸러스와의 리그 3라운드 경기를 난타전 끝에 2:2 무승부로 비겼다. 4월 2일 울산 현대와의 리그 4라운드 경기를 1:2로 패하였고 전북과의 경기 전날 세르징요가 위조여권 유죄를 받아 국외 추방되었으며, 향후 5년간 한국에 입국할 수 없게 되었다. 이후 리그 5라운드인 전북과의 홈 경기에서 1:1 무승부로 비긴 후 제주와의 리그 6라운드에서 2:1 승리, 수원 삼성 블루윙즈와의 리그 7라운드에서 1:2로 패하였고, 전남과의 리그 8라운드에서 1:2로 패하여 2연패를 당하며 11위로 쳐졌다. 광주와의 리그 9라운드에서 1:1 무승부, 인천과 대구, FC 서울, 포항, 제주를 상대로 연달아 승리하며, 창단 이후 K리그 클래식 최다 연승 기록인 5연승을 이뤄냈다. 그리고 K리그 클래식 3등이라는 시즌 중 최고 성적도 기록하였다. 하지만 이후 강원은 부진을 이어갔고, 8월 14일 최윤겸 감독이 성적 부진에 책임을 지고 자진 사퇴하였다. 한편 위조여권으로 국외 추방당한 전 강원FC 외국인 선수 세르징요로 인해 발생한 세르징요 사태에 대한 성남과 한국프로축구연맹의 민사조정에서 조정위원들이 성남의 손을 들어주면서 K리그 클래식에 참여할 정당한 자격이 있는지 논란이 일었다.
이후 10월 1일 울산 현대전에서 무승부를 거두며 사상 처음으로 상위 스플릿에 진입하였다.
11월 2일 송경섭 전력강화팀장의 내부 승격으로 신임 감독직을 맡게 되었다. 이후 시즌 최종전인 11월 19일 울산 현대전에서 패배하였고, 사상 처음으로 K리그 클래식 6위를 기록하였다.
리그 22라운드인 전북과의 원정 경기에서 1:3로 패하였고 3연패로 성적이 7위까지 떨어지자 그에 대한 책임으로 송경섭 감독과 상호 합의하에 계약을 해지하였다.

### 김병수 감독 체제 (2018–2021)
2018년 8월 12일 김병수 전력강화부장의 내부 승격으로 신임 감독직을 맡아 잔여 시즌을 치렀고, 2018년 12월 1일 대구와의 시즌 마지막 경기에서 패하며 리그 8위로 시즌을 마감하였다.
2019 시즌 K리그1에서 14승 8무 16패를 기록하여 최종 6위를 차지하였고, 신인 공격수 김지현이 2019년 연말 K리그 시상식에서 영플레이어상을 수상해 김병수 감독의 ‘병수 볼’을 다지는 한 해가 되었다.
2020 시즌을 앞두고 지난 시즌 약점이었던 수비 보강에 초점을 맞춘 김병수 감독은 임채민, 신세계, 채광훈, 이병욱, 김영빈을 영입하였다. 이후 9월 20일 정규시즌 최종전 수원 삼성전에서 역전패하며 2년 연속 파이널 A 진출이 좌절되었다. 이후 파이널 B에서 치른 부산과의 첫 경기에서 2-0 승리를 이끌어낸 후, 파이널 B 선두에 올라섰다. 2020년 9월 28일 대한축구협회에서 발표한 10월 9일과 12일, 스페셜 매치인 2020 하나은행컵 성인 대표팀 vs 올림픽대표팀 친선전에 성인 대표팀엔 김영빈, 이영재, 김지현이 올림픽대표팀엔 이광연이 합류하였다. 추가로 성인 대표팀은 무릎 부상으로 소집 제외된 이청용 대신 이현식이 대체 발탁되었다. 10월 4일 리그 24라운드인 성남과의 홈경기에서 2:1로 승리로 강원은 파이널 B 1위 자리를 지켰고, K리그1 잔류를 확정 지었다. 10월 24일 FC 서울과의 리그 26라운드 경기를 1:1로 무승부를 기록하여 7위를 확정 지었다. 10월 31일 수원 삼성과의 시즌 마지막 경기에서 패하며 리그 최종 7위로 시즌을 마감하였다.
2021 시즌을 앞두고 지난 시즌 수원 FC의 주축을 맡았던 마사와 대구 FC 공격의 핵심이었던 신창무, 국가대표 출신 윤석영, 임창우, 우즈베키스탄 출신 아슐마토프를 영입하였다. 2021년 3월 21일 인천과의 홈경기에서 2:0으로 승리로 개막 6 경기만에 첫 번째 승리를 만들었다.
2021년 7월 12일 강원 FC가 김병수 감독이 박효진 수석코치에게 불필요한 신체접촉 인정해 제재금 4,000만 원이라는 중징계를 내렸다. 그 이후 2승 1무 2패 기록하며 상위 스플릿을 향한 도약을 시작하였으나 선수단에서 코로나19 확진자가 나오며 8월 일정이 모두 연기되었다. 9월 12일 수원 FC와의 원정 경기에서 0:1로 패한 뒤 수원 삼성과의 원정 경기에서 2:3으로 지며, 12위에 머물러 강등권까지 추락하게 되었고 9월 26일 성남 FC와의 원정경기에서 0:2로 패하여 3연패를 당했으나 9월 29일 포항 스틸러스와의 홈경기에서 1:0으로 3연패를 끊어냈다.
11월 3일 포항 원정에서 0:4로 대패했고, 이 여파로 김병수 감독은 다음 날인 11월 4일에 감독직에서 해임됐다.

### 김현준 감독 대행 체제 (2021)
2021년 11월 4일 김병수 감독이 성적 부진으로 사퇴하고 박효진 수석 코치를 감독 대행으로 선임했으나, 계획을 변경했다. 인천 유나이티드와 파이널 B 경기부터는 김현준 코치를 중심으로 이슬기 코치, 김승안 골키퍼 코치 등이 팀을 지휘했고, 인천 유나이티드와 홈경기에서 1:1로 비기고 이후에 팀을 떠났다.

### 최용수 감독 체제 (2021–2023)
2021년 11월 16일 최용수 감독이 강원 FC의 제9대 감독으로 낙점했다. 11월 18일 강원 FC 구단주인 최문순 지사와 대면한 뒤 기자 간담회를 진행했다. K리그1 마지막 2경기 FC 서울과 원정 경기를 0-0으로 비기고 11위를 확정했고 춘천 홈경기에서 성남 FC를 2-1로 이겼다. 2021년 12월 8일 승강 플레이오프 1차전 원정 경기에서 대전 하나 시티즌에게 0-1로 졌다. 12월 12일 2차전 강릉 홈경기에서 4-1로 이겨 K리그1 잔류하였다.
그 후, 2023 시즌에는 성적 부진으로 최용수가 강원 감독직에서 경질되었고, 그의 후임으로 윤정환이 내정되었다.

### 윤정환 감독 체제 (2023–2024)
최용수 후임으로 온 윤정환은 2023년 시즌 내내 강등권을 맴돌다 2023년 승강플레이오프에서 당시 2부리그 였던 김포FC를 1차전0:0 .2차전2:1로 합산 스코어 2:1로 극적으로잔류하고  2024시즌 양민혁 이상현등의 활약에 힘 잎어 구단 최초로 리그 준우승을 하였다. 하지만 윤정환은 구단과의 마찰끝에 제계약을 하지 못하고 팀을 떠났다.

## 선수 명단
참고: FIFA 자격 규정에 따라 소속된 국가대표팀 국기를 표시합니다. 선수는 복수의 FIFA 비회원국 국적을 가지고 있을 수 있습니다.
| 번호 | 포지션 | 국적       | 이름     |
| ---- | ------ | ---------- | -------- |
| 1    | GK     |            | 이광연   |
| 3    | DF     |            | 브루노   |
| 4    | MF     |            | 서민우   |
| 6    | MF     |            | 김동현   |
| 7    | FW     |            | 김대원   |
| 8    | MF     |            | 강윤구   |
| 10   | FW     |            | 가브리엘 |
| 11   | FW     | 크로아티아 | 마리오   |
| 13   | MF     |            | 이기혁   |
| 14   | MF     |            | 김대우   |
| 15   | FW     |            | 진준서   |
| 16   | FW     |            | 김건희   |
| 17   | FW     |            | 조진혁   |
| 18   | MF     |            | 김강국   |
| 20   | DF     |            | 조현태   |
| 21   | GK     |            | 박청효   |
| 22   | MF     |            | 이상헌   |
| 23   | DF     | 몬테네그로 | 강투지   |
| 24   | DF     |            | 박호영   |
| 25   | DF     |            | 최정훈   |
| 26   | MF     |            | 김민준   |
| 27   | FW     |            | 김도현   |

| 번호 | 포지션 | 국적 | 이름                      |
| ---- | ------ | ---- | ------------------------- |
| 30   | FW     |      | 정인증                    |
| 31   | GK     |      | 홍진혁                    |
| 32   | FW     |      | 유병헌                    |
| 33   | DF     |      | 홍철                      |
| 34   | DF     |      | 송준석                    |
| 35   | MF     |      | 김태환                    |
| 36   | MF     |      | 황은총                    |
| 37   | DF     |      | 정승빈                    |
| 38   | DF     |      | 박수환                    |
| 39   | FW     |      | 이지호                    |
| 41   | GK     |      | 김유성                    |
| 42   | FW     |      | 모재현                    |
| 47   | DF     |      | 신민하                    |
| 70   | MF     |      | 구본철 (성남에서 임대)    |
| 71   | GK     |      | 조민규                    |
| 73   | MF     |      | 윤일록                    |
| 77   | FW     |      | 성기완                    |
| 95   | FW     |      | 김형진                    |
| 96   | MF     |      | 최병찬                    |
| 97   | DF     |      | 이유현                    |
| 90   | FW     |      | 김신진 (FC 서울에서 임대) |
| 99   | DF     |      | 강준혁                    |

### 임대 및 군 복무 중인 선수
참고: FIFA 자격 규정에 따라 소속된 국가대표팀 국기를 표시합니다. 선수는 복수의 FIFA 비회원국 국적을 가지고 있을 수 있습니다.
| 번호 | 포지션 | 국적 | 이름                             |
| ---- | ------ | ---- | -------------------------------- |
| —    | FW     |      | 박상혁 (김천 상무에서 군 복무중) |
| —    | MF     |      | 이승원 (김천 상무에서 군 복무중) |
| —    | MF     |      | 황문기 (평창 유나이티드로 임대)  |
| —    | DF     |      | 이동진 (세종 SA FC로 임대)       |

| 번호 | 포지션 | 국적 | 이름                             |
| ---- | ------ | ---- | -------------------------------- |
| —    | MF     |      | 김이석 (김천 상무에서 군 복무중) |
| —    | MF     |      | 최한솔 (전남 드래곤즈로 임대)    |
| —    | MF     |      | 원희도 (포천시민축구단로 임대)   |

## 코칭 및 지원스태프

### 코칭스태프
| 직위        | 이름                       |
| ----------- | -------------------------- |
| 감독        | [[정경호 (축구인)\|정경호] |
| 수석코치    | 박용호                     |
| 코치        | 오범석                     |
| 코치        | 송창호                     |
| 코치        | 최효진                     |
| 골키퍼 코치 | 전상욱                     |
| 골키퍼 코치 | 김민식                     |

## 기록과 통계

### 우승 기록

#### 리그
- K리그1

● 준우승 (1): 2024

### 역대 성적
| 시즌 | 리그 | 리그 | 리그 | 리그 | 리그 | 리그 | 리그 | 리그 | 리그 | 리그 | FA컵 | ACL | 기타             |
| 시즌 | 등급 | 경기 | 승   | 무   | 패   | 득   | 실   | 차   | 승점 | 순위 | FA컵 | ACL | 기타             |
| ---- | ---- | ---- | ---- | ---- | ---- | ---- | ---- | ---- | ---- | ---- | ---- | --- | ---------------- |
| 2009 | 1    | 28   | 7    | 7    | 14   | 42   | 57   | -15  | 28   | 13   | 16강 | -   | 리그컵: 조별리그 |
| 2010 | 1    | 28   | 8    | 6    | 14   | 36   | 50   | -14  | 30   | 12   | 32강 | -   | 리그컵: 조별리그 |
| 2011 | 1    | 30   | 3    | 6    | 21   | 14   | 45   | -31  | 15   | 16   | 8강  | -   | 리그컵: 조별리그 |
| 2012 | 1    | 44   | 14   | 7    | 23   | 57   | 68   | -11  | 49   | 14   | 16강 | -   |                  |
| 2013 | 1    | 38   | 8    | 12   | 18   | 37   | 64   | -27  | 36   | 12↓  | 16강 | -   |                  |
| 2014 | 2    | 36   | 16   | 6    | 14   | 48   | 50   | -2   | 54   | 4    | 8강  | -   |                  |
| 2015 | 2    | 40   | 13   | 12   | 15   | 64   | 56   | +8   | 51   | 7    | 16강 | -   |                  |
| 2016 | 2    | 40   | 19   | 9    | 12   | 50   | 33   | +17  | 66   | 3↑   | 32강 | -   |                  |
| 2017 | 1    | 38   | 13   | 10   | 15   | 59   | 65   | -6   | 49   | 6    | 16강 | -   |                  |
| 2018 | 1    | 38   | 12   | 10   | 16   | 56   | 60   | -4   | 46   | 8    | 32강 | -   |                  |
| 2019 | 1    | 38   | 14   | 8    | 16   | 56   | 58   | -2   | 50   | 6    | 8강  | -   |                  |
| 2020 | 1    | 27   | 9    | 7    | 11   | 36   | 41   | -5   | 34   | 7    | 8강  | -   |                  |
| 2021 | 1    | 38   | 10   | 13   | 15   | 40   | 51   | -11  | 43   | 11   | 4강  | -   |                  |
| 2022 | 1    | 38   | 14   | 7    | 17   | 50   | 52   | -2   | 49   | 6    | 16강 | -   |                  |
| 2023 | 1    | 38   | 6    | 16   | 16   | 30   | 41   | -11  | 34   | 10   | 8    | -   |                  |
| 2024 | 1    | 38   | 19   | 7    | 12   | 62   | 56   | 6    | 64   | 2    | 16   | -   | K리그1 준우승    |
| 2025 | 1    | 38   |      |      |      |      |      |      |      |      |      |     |                  |

## 구단 역대 인물

### 역대 주장/부주장
| 연도   | 주장            | 부주장               |
| ------ | --------------- | -------------------- |
| 2009년 | 이을용          |                      |
| 2010년 | 정경호          |                      |
| 2011년 | 정경호          |                      |
| 서동현 |                 |                      |
| 2012년 | 김은중          | 배효성               |
| 2013년 | 전재호          |                      |
| 2013년 | 배효성          |                      |
| 2014년 | 김오규          | 최요셉               |
| 2015년 | 이완            |                      |
| 2015년 | 백종환          |                      |
| 2016년 | 이한샘          |                      |
| 2017년 | 이근호          |                      |
| 2018년 | 정조국 오범석   | 이근호 김승용 김오규 |
| 2019년 | 오범석 / 임채민 | 김오규 / 한국영      |
| 2020년 | 오범석 / 임채민 | 김오규 / 한국영      |
| 2021년 | 임채민          | 한국영               |
| 2022년 | 김동현          | 임창우               |
| 2023년 | 임창우          | 서민우               |
| 2023년 | 한국영          | 윤석영 김대원 김대우 |
| 2024년 | 한국영          | 김영빈 이광연 황문기 |
| 2025년 | 김동현          | 이유현 이광연 이기혁 |

### 역대 감독
- 취임은 공식 취임식 일자이며 취임식이 없거나 미상인 경우 공식 선임 일자를 기재한다.

| 순번 | 이름                  | 취임       | 사임       | 재임시즌                                   | 승 | 무 | 패 | 비고                                                                            |
| ---- | --------------------- | ---------- | ---------- | ------------------------------------------ | -- | -- | -- | ------------------------------------------------------------------------------- |
| 1대  | 최순호                | 2008/11/16 | 2011/04/06 | 2009–2011                                  | 17 | 14 | 40 | - 구단 초대 감독 - 구단 최초 시즌 도중 물러난 감독                              |
| 2대  | 김상호                | 2011/04/07 | 2012/07/01 | 2011–2012                                  | 8  | 8  | 32 | - 구단 2번째 시즌 도중 물러난 감독                                              |
| 3대  | 김학범                | 2012/07/09 | 2013/08/10 | 2012–2013                                  | 11 | 14 | 22 | - 구단 최초 지역 출신 감독 - 구단 3번째 시즌 도중 물러난 감독                   |
| 4대  | 김호영                | 2013/08/14 | 2013/12/10 | 2013                                       | 7  | 3  | 8  | - 구단 최연소 감독                                                              |
| 5대  | 아르투르 베르나르지스 | 2013/12/23 | 2014/09/18 | 2014                                       | 11 | 6  | 10 | - 구단 최초 외국인 감독 - 구단 4번째 시즌 도중 물러난 감독 - 구단 최고령 감독   |
| 대행 | 박효진                | 2014/09/18 | 2014/12/25 | 2014                                       | 5  | 0  | 5  | - 구단 최초 감독 대행                                                           |
| 6대  | 최윤겸                | 2015/01/05 | 2017/08/14 | 2015–2017                                  | 44 | 30 | 36 | - 구단 최장수 감독 - 구단 5번째 시즌 도중 물러난 감독                           |
| 대행 | 박효진                | 2017/08/14 | 2017/11/04 | 2017                                       | 3  | 3  | 6  | - 구단 2번째 감독 대행                                                          |
| 7대  | 송경섭                | 2017/11/02 | 2018/08/11 | 2017–2018                                  | 7  | 6  | 10 | - 구단 6번째 시즌 도중 물러난 감독                                              |
| 8대  | 김병수                | 2018/08/12 | 2021/11/04 | 2018–2021                                  | 37 | 30 | 49 | - 구단 2번째 지역 출신 감독 - 구단 7번째 시즌 도중 물러난 감독                  |
| 대행 | 김현준                | 2021/11/06 | 2021/11/16 | 2021                                       | 0  | 1  | 0  | - 구단 3번째 감독 대행                                                          |
| 9대  | 최용수                | 2021/11/18 | 2023/06/14 | 2021–2023                                  | 18 | 14 | 28 |                                                                                 |
| 10대 | 윤정환                | 2023/06/19 | 2024/12/06 | 2023-2024                                  | 23 | 17 | 19 | *역대 최고 성적 및 준우승 및 아시아 챔피언스 리그(ACL)이끈 감독                 |
| 11대 | 정경호                | 2024/12/06 |            | 2025-08/12성적부진자진사퇴김병지대표이사도 |    |    |    | - 구단 최초 내부 승격 감독 - 구단 3번째 지역 출신 감독 - 구단 2번째 최연소 감독 |

12대 김판곤 
2025 08/12 취임

## 연도별 스폰서
| 연도          | 킷 스폰서  | 메인 스폰서             |
| ------------- | ---------- | ----------------------- |
| 2009년~2010년 | 나이키     | 하이원리조트 (강원랜드) |
| 2011–2012     | 미즈노     | 하이원리조트 (강원랜드) |
| 2013          | 아스토레   | 하이원리조트 (강원랜드) |
| 2014–2015     | 험멜       | 하이원리조트 (강원랜드) |
| 2016          | 아스토레   | 하이원리조트 (강원랜드) |
| 2017–2018     | 호마       | 하이원리조트 (강원랜드) |
| 2019          | 푸마       | 하이원리조트 (강원랜드) |
| 2020–2021     | 애플라인드 | 하이원리조트 (강원랜드) |
| 2022–현재     | 휠라       | 하이원리조트 (강원랜드) |

## 경기장
| 경기장 | 이름                        | 소유주         | 개장년도 | 사용기간 | 사용기간  |
| 경기장 | 이름                        | 소유주         | 개장년도 | 사용시작 | 사용종료  |
| ------ | --------------------------- | -------------- | -------- | -------- | --------- |
|        | 강릉하이원아레나            | 강릉시         | 1984년   | 2009년   | 현재 사용 |
|        | 춘천송암스포츠타운 주경기장 | 춘천시         | 2009년   | 2026년   | 현재 사용 |
|        | 원주종합운동장              | 원주시         | 1980년   | 2013년   | 2017년    |
|        | 속초종합경기장              | 속초시         | 1994년   | 2015년   | 2017년    |
|        | 평창알펜시아스키점프센터    | 강원도개발공사 | 2008년   | 2016년   | 2017년    |

홈경기장은 강릉종합경기장과 춘천송암스포츠타운 주경기장 2곳을 사용하고 있다.

## 클럽하우스
클럽하우스는 강릉시에 위치한 '오렌지하우스'이다.
2008년 구단 출범과 동시에 강릉시청의 전폭적인 지원으로 클럽하우스 프로젝트를 추진하였고, 2010년 7월 30일 강릉시 노암동 산 35번지 강남축구 공원 내에 대지면적 2,731.11m²(717.26평), 연면적 1,939.56 m²(568.71평), 지상 3층/지하 1층 규모의 클럽하우스를 K리그 시도민구단 중 최초로 완공했다.
클럽하우스의 이름을 강원 FC의 메인 컬러인 오렌지 색상을 착안, 오렌지하우스로 명명하였다.
오렌지하우스 내에는 선수단의 숙식을 위한 룸과 식당, 사기진작을 위한 휴식의 공간과 최첨단 시스템으로 전술토의를 할 수 있는 회의실, 재활과 치료에 필요한 최신장비들로 갖춰진 의무실과 웨이트 트레이닝장 등이 마련되어 있다.

## 엠블럼과 마스코트
클럽 마스코트는 '강웅이'이다. 2008년 12월 18일에 태백산에서 태어난 반달곰이다.

## 역대 캐치프레이즈
| 년도 | 캐치프레이즈                         |
| 2009 | 강원도의 힘, 강원FC!!                |
| 2010 | 무한비상                             |
| 2011 | 강원천하                             |
| 2012 | Stand up! 2012!                      |
| 2013 | 투혼 2013                            |
| 2014 | Power of Belief 2014 Born Again GWFC |
| 2015 | Power of GangwonFC 2015              |
| 2016 | 2016 We are together                 |
| 2017 | BEYOND KOREA                         |
| 2018 | BEYOND KOREA, ORANGE BLOSSOM         |
| 2019 | BE ONE, GANGWON                      |
| 2020 | KEEP GOING TOGETHER                  |

## 참고 문헌
- “스포츠지원포털 등록 현황”. 대한체육회.
- “KFA 통합경기정보 시스템”. 대한축구협회.
- “K리그 데이터 포털”. 한국프로축구연맹.

## 같이 보기
- 강원 FC B